# Rosa zuvandica
Rosa zuvandica är en rosväxtart som beskrevs av G.G. Gadzhieva. Rosa zuvandica ingår i släktet rosor, och familjen rosväxter. Inga underarter finns listade i Catalogue of Life.